# Lymania brachycaulis
Lymania brachycaulis là một loài thực vật có hoa trong họ Bromeliaceae. Loài này được (Baker) L.F.Sousa mô tả khoa học đầu tiên năm 2008.